# Rioni
Rioni (gruz.. რიონი, Rioni, grč.. Φᾶσις Phasis) je najveća rijeka u zapadnoj Gruziji. Izvire na Kavkazu, teče prema zapadu i ulijeva se u Crno more u blizini grada Poti. Na njezinim obalama leži grad Kutaisi. Ova rijeka antičkim Grcima je poznata pod nazivom Fasis ili Fazis (grč. Φάσις) i prvi put je spomenuta od strane Hesioda. Sokrat je smatrao da se tada poznati svijet pruža od Heraklovih stupova do rijeke Fasis.
Ptica fazan je dobila ime po ovoj rijeci, jer je prvi put otkrivena na ovom području.

## Vanjske poveznice
|  | Zajednički poslužitelj ima još gradiva o temi Rioni |